# Kareen Schröter
Kareen Schröter (Berlim Oriental, 1963) é uma atriz alemã que trabalhou principalmente na República Democrática Alemã.

## Vida
No início do verão de 1977 , enquanto procurava jovens atores, o diretor Herrmann Zschoche descobriu a então estudante de 14 anos em uma escola secundária de Berlim Oriental. Ele lhe deu o papel principal feminino em seu filme juvenil Sieben Sommersprossen, que foi filmado no final do verão/outono de 1977 e lançado em 1978. Dois anos depois, Zschoche o usou em seu filme Und nächstes Jahr am Balaton. Kareen Schröter atuou no filme de 1980 Mein Vater Alfons (baseado no livro infantil de mesmo nome de Günter Ebert) sob a direção de Hans Kratzert. Em 1984, ela desempenhou um papel principal no filme para televisão Ach du meine Liebe (Ach du meine Liebe) (dirigido por Georgi Kissimov) ao lado de Jaecki Schwarz, Franziska Troegner, Karin Ugowski e Simone von Zglinicki. Depois disso, Schröter retirou-se da indústria cinematográfica.
Depois de anos sem conseguir uma vaga na universidade, ela solicitou um visto de saída e acabou deixando a RDA. Ela então estudou psicologia por vários anos. Agora ela mora novamente em Berlim.
Em 2002, ela foi entrevistada no documentário de televisão Busen, Broiler, Bananen – Jugend in der DDR sobre suas experiências cinematográficas na juventude.

## Filmografia
- Sieben Sommersprossen (1978)
- Und nächstes Jahr am Balaton (1980)
- Mein Vater Alfons (1980)
- Ach du meine Liebe (1984) (Filme para televisão)
- Busen, Broiler, Bananen – Jugend in der DDR (2002) (Documentário para televisão)